# 春风村
春风村是四川省宜宾市筠连县腾达镇下辖的一个行政村，位于筠连县城东北6公里处，辖区面积27.86平方公里，人口9363人（2023年数据），属典型的喀斯特地貌山区。该村因从贫困村发展为全国知名的乡村振兴示范村而闻名，曾获"全国文明村"、"全国乡村旅游重点村"、"中国美丽休闲乡村"等荣誉称号。

## 历史
春风村俗名"猫咡湾"，2004年前是一个土壤贫瘠、资源匮乏、交通闭塞的石漠化小山村，人均纯收入不足1800元。当地民谣曾唱道："猫咡湾石头多，小的小块块，大的大砣砣，山穷人更穷，水洗光坡坡"。
2004年11月，在外经商多年的王家元高票当选村主任，开始带领村民修路、发展产业。2007年，王家元当选村党支部书记，春风村进入快速发展阶段。2019年村级建制调整中，原春风村与邻近的水茨村、冒水村、千秋村、向阳村合并组建新春风村。

## 地理与人口
春风村地处筠连县城东北，距县城6公里，辖区面积27.86平方公里。全村属典型的喀斯特地貌，平均海拔600米，森林覆盖率46%。2023年统计数据显示，全村人口9363人，是宜宾市人口最多的行政村。
村域范围内有巡司河、水茨沟等河流，总长14.62公里。主要农产品包括李子、茶叶、花卉等。

## 经济发展
春风村采取"支部+协会+公司+基地+农户"模式，发展特色农业和乡村旅游。主要产业包括：
- 李子产业：1820亩，注册"猫咡湾"商标，年产值350万元[4]
- 茶叶产业：16000亩，生产"春风雾尖"牌龙井茶[5]
- 花卉产业：1780亩，种植桂花、茶花等10多个品种[4]
- 乡村旅游：46家农家乐，年接待游客10万人次[5]

2020年，全村人均纯收入达2.8万元，村级总产值突破1.4亿元。村集体经济收入510万元，纯收益63万元。

## 文化与旅游
春风村每年举办李花节、品果节、春风春晚等活动。主要旅游景点包括：
- 李花园：春季赏花，夏季品果[8]
- 佛来仙居桂花苑：花卉观赏区[6]
- 芭茅坡森林公园：市级自然保护区[8]

村内建有农耕广场、迎春风广场、茶文化主体公园等文化设施。实施乡风文明建设"433"工程，定期评选"春风孝子"、"春风好人"等。

## 基础设施与治理
春风村基础设施建设完善：
- 公路：通村旅游环线路15公里，便民路33公里[5]
- 水利：人畜饮水池13口，容积2000立方米[5]
- 环卫：配备洒水车和垃圾车，生活垃圾集中收集率95%以上[5]

治理方面，春风村形成"1+3+19"组织体系（1个村党委、3个党支部、19个党小组）。设立河长工作室，组建党员志愿队、巾帼宣传队、村民志愿队三支巡河队伍。

## 荣誉
春风村获得的主要荣誉包括：
- 2019年：全国乡村治理示范村[2]
- 2020年：四川省实施乡村振兴战略工作示范村[2]
- 2020年：第二批全国乡村旅游重点村[2]
- 2021年：中国美丽休闲乡村[2]
- 2021年：四川省首批乡村文化振兴样板村[2]

村党委书记王家元获评"时代楷模"、第六届全国道德模范，受邀参加新中国成立70周年国庆阅兵观礼。